# Željko Milinovič
Željko Milinovič (n. 12 octombrie 1969) este un fost fotbalist sloven.

## Statistici
| Slovenia | Slovenia | Slovenia |
| An       | Meciuri  | Goluri   |
| -------- | -------- | -------- |
| 1997     | 1        | 0        |
| 1998     | 2        | 0        |
| 1999     | 9        | 0        |
| 2000     | 11       | 2        |
| 2001     | 8        | 1        |
| 2002     | 7        | 0        |
| Total    | 38       | 3        |